# Opisthodactylidae
Gli opistodattilidi (Opisthodactylidae Ameghino, 1895) sono una famiglia di uccelli dell'ordine Rheiformes, conosciuti allo stato fossile, caratteristici del Sudamerica. Imperfettamente conosciuti, questi animali vengono considerati i parenti più prossimi dei veri nandù (Rheidae), e alcuni studiosi li considerano appartenenti alla stessa famiglia.

## Tassonomia
I componenti di questa famiglia sono solo due: Diogenornis fragilis, descritto da Alvarenga nel 1983 e risalente al Paleocene, e Opisthodactylus patagonicus, descritto da Ameghino sul finire dell' '800, vissuto nel Miocene. Entrambi questi animali dovevano essere veloci corridori dalle forme eleganti, ma i loro resti sono frammentari.